# Мавзолей Хомейні
Мавзоле́й Хомейні́ (перс. آرامگاه روح‌الله خمینی) — усипальниця аятоли Хомейні. Меморіальний комплекс та мавзолей розміщено в північній частині кладовища Бехеште-Захра на південь від Тегерану.

## Історія будівництва
Будівництво розпочалося невдовзі після смерті Хомейні (3 червня 1989 року) й усе ще триває. Архітектор Мохаммед Теграні. Після завершення будівельних робіт мавзолей стане ядром грандіозного меморіального комплексу загальною площею 20 км², куди входитимуть:
- культурний і туристичний центр,
- університет ісламських студій,
- семінарія,
- торговий центр,
- постій на 20000 автомобілів.

На спорудження комплексу іранський уряд виділив $ 2 млрд. Мавзолей є місцем паломництва послідовників Хомейні. Догляд за усипальницею здійснює онук аятоли Хасан Хомейні.

## Галерея

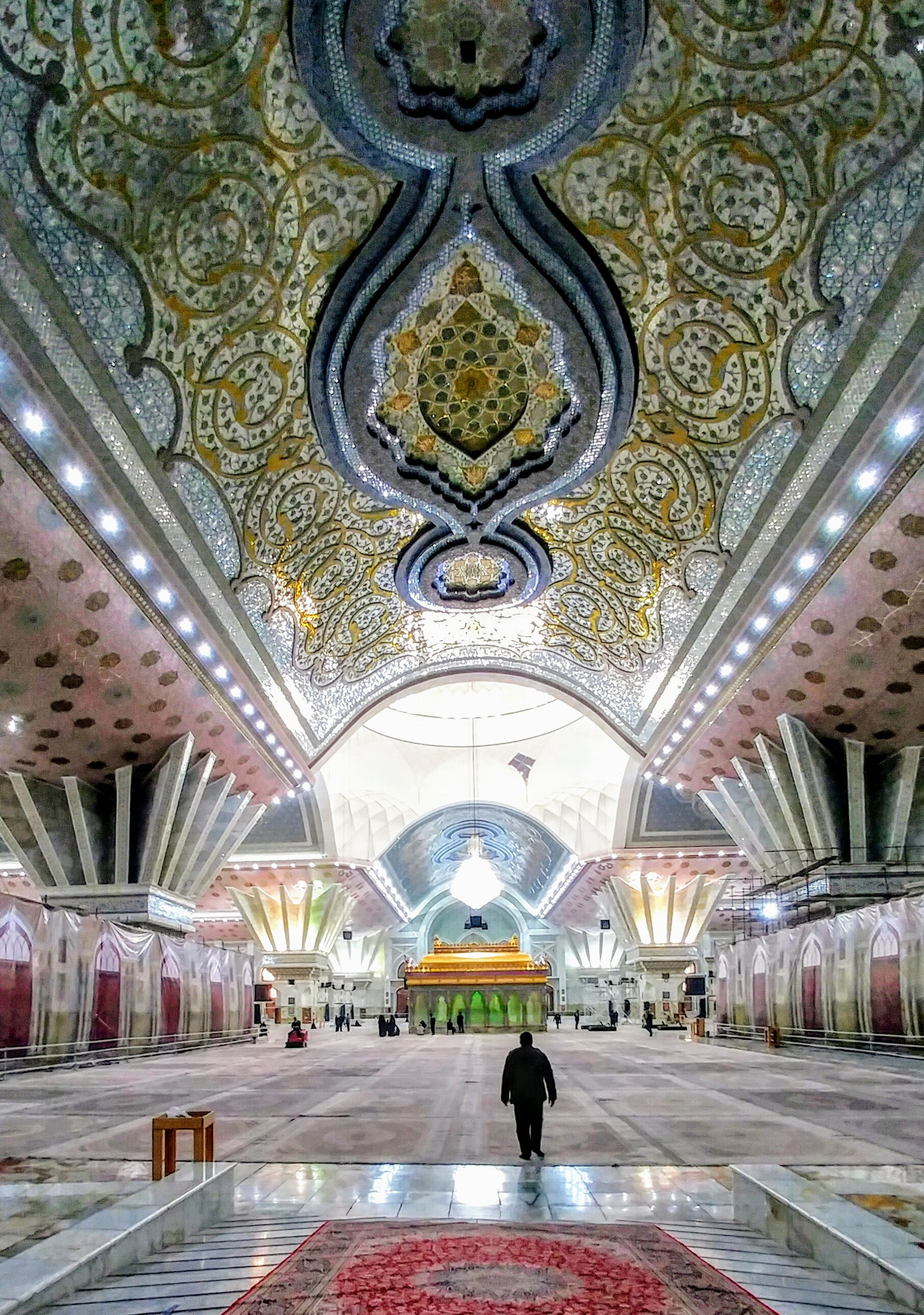
Внутрішнє оздоблення
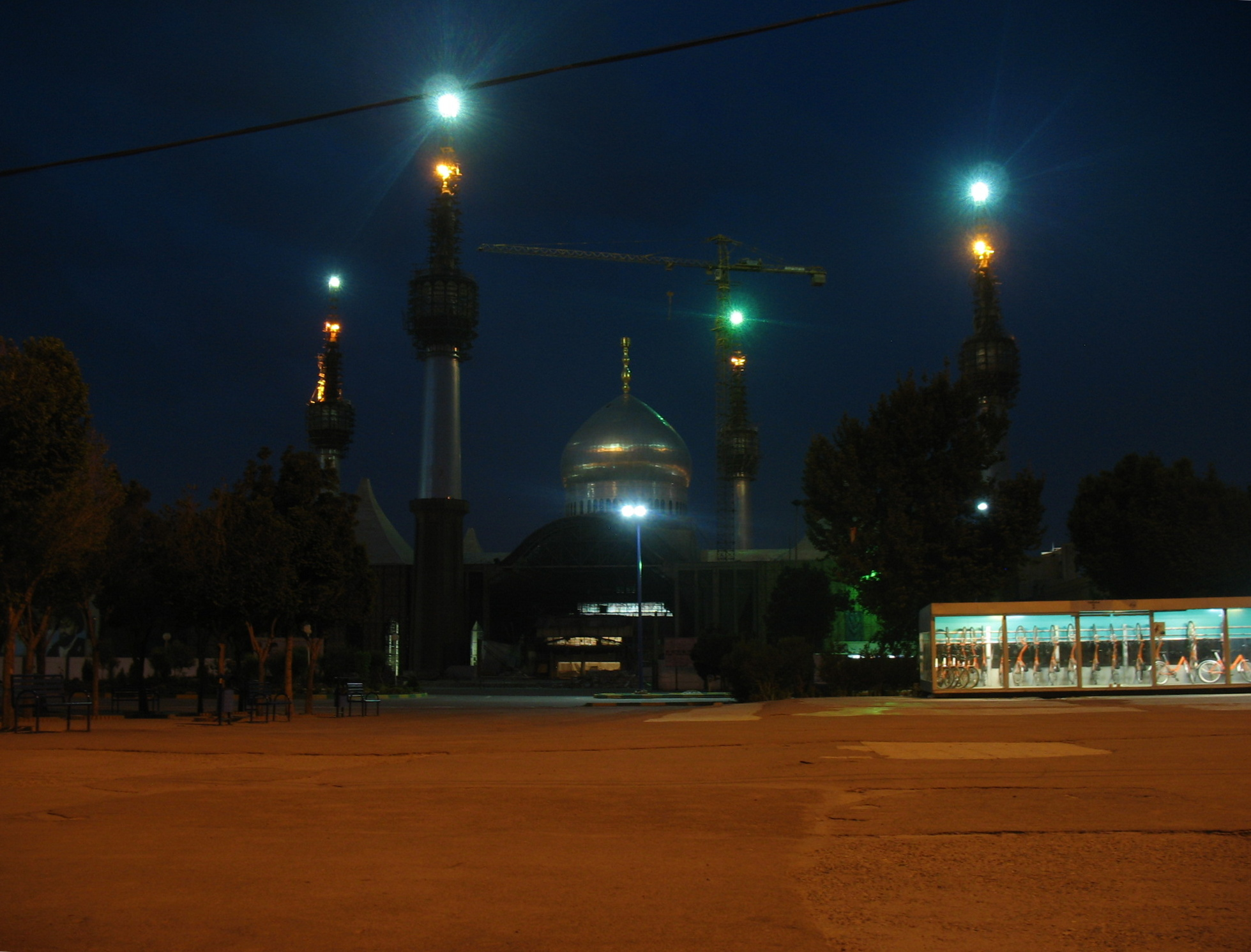
Вночі
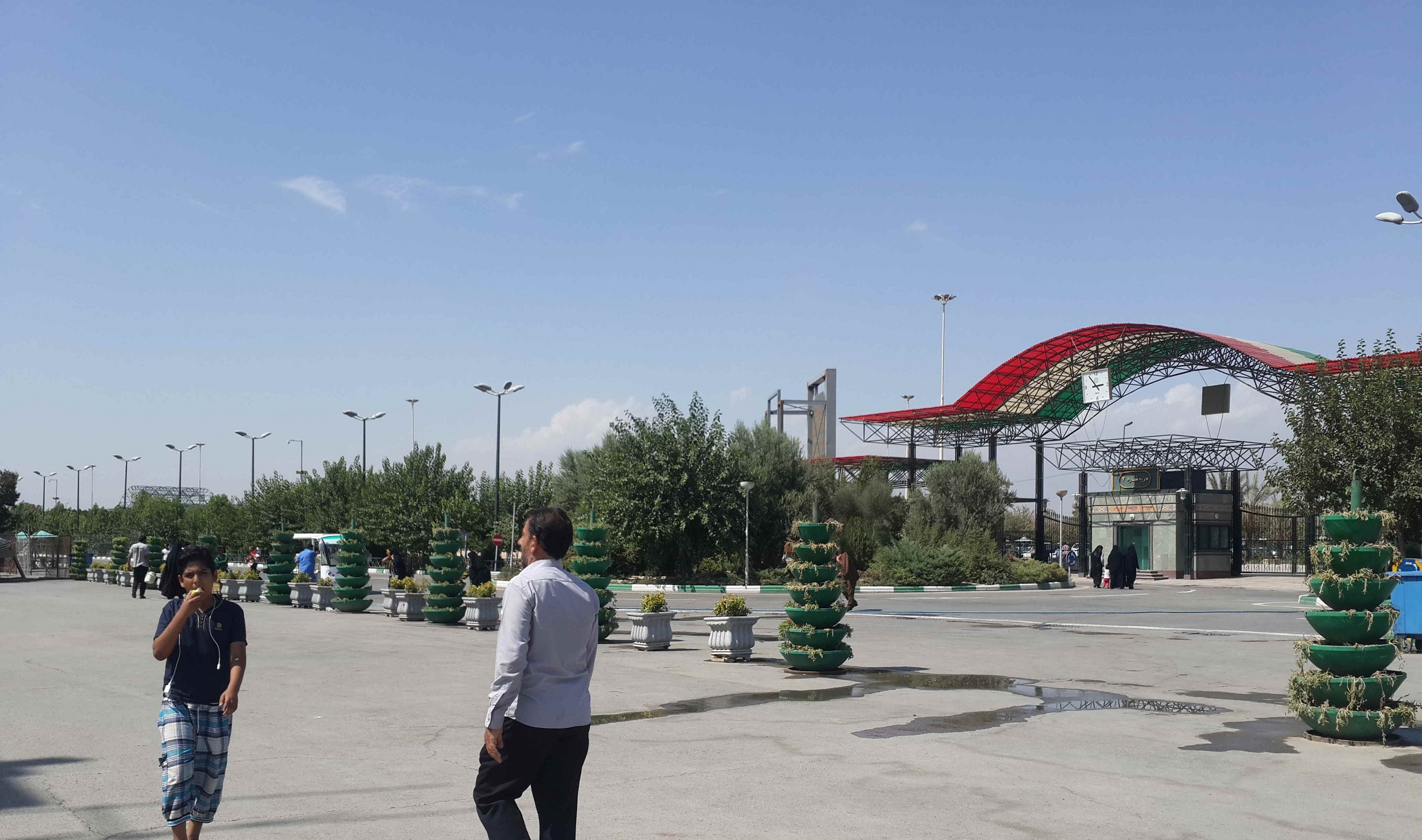
2015
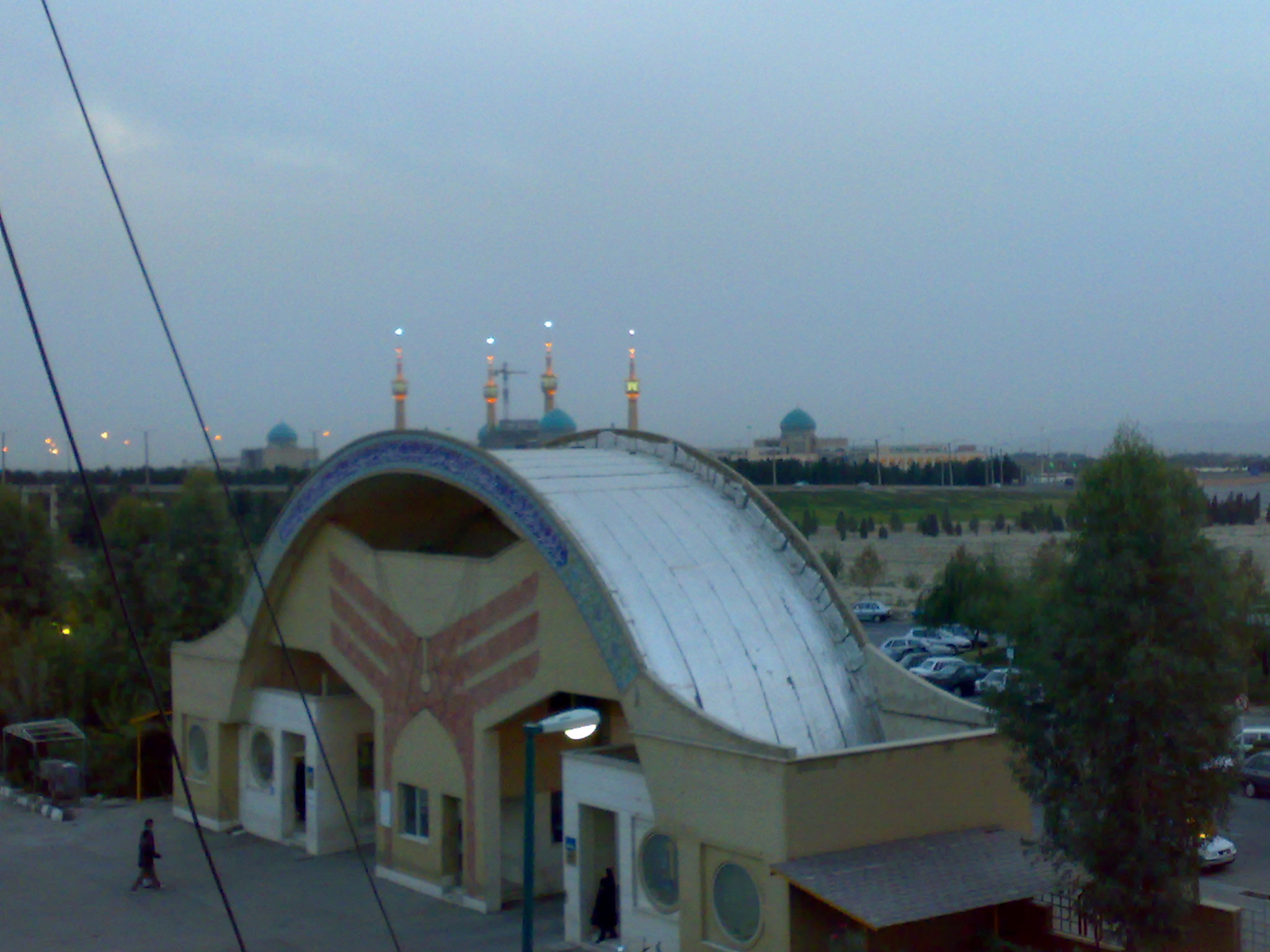
Вхід
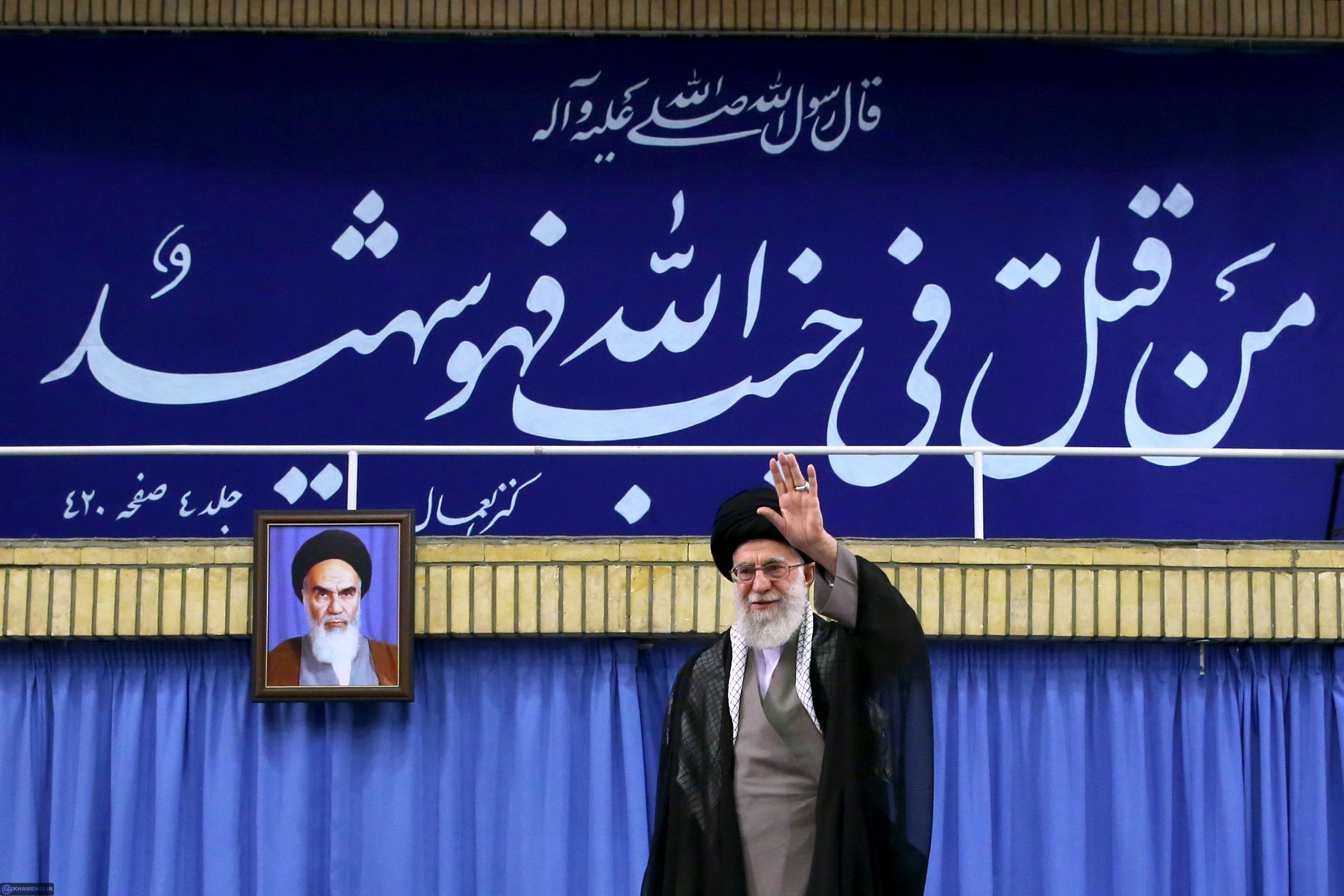
Місце промови Алі Хаменеї у день річниці смерті Хомейні
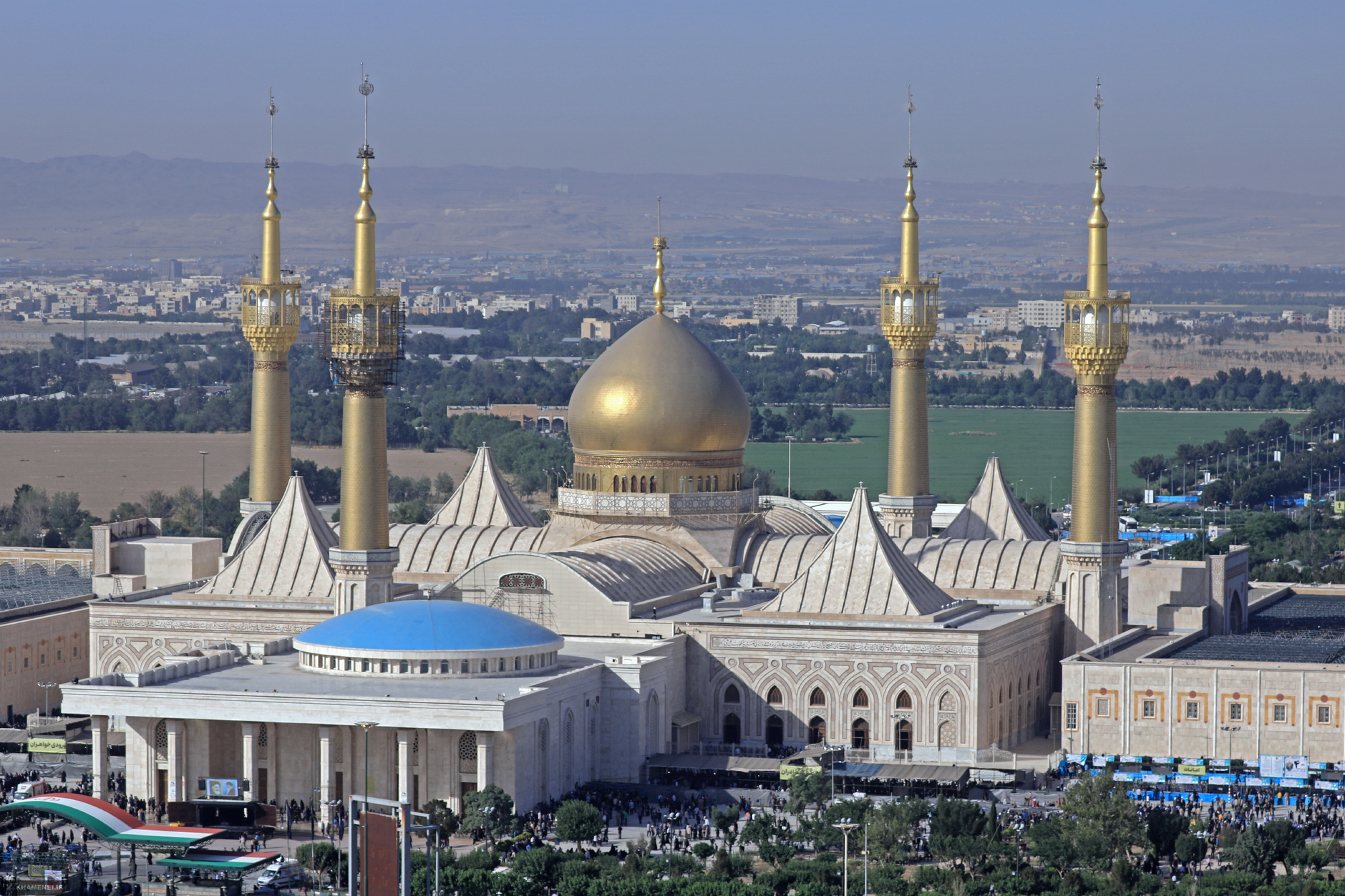
2023
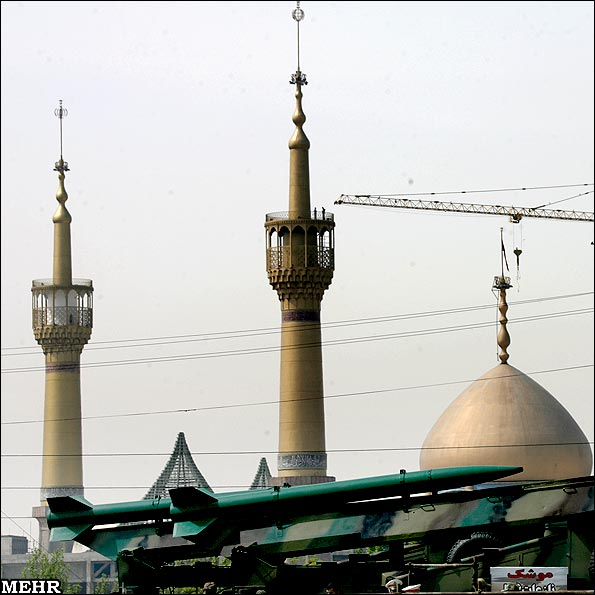
День іранської армії, 2007
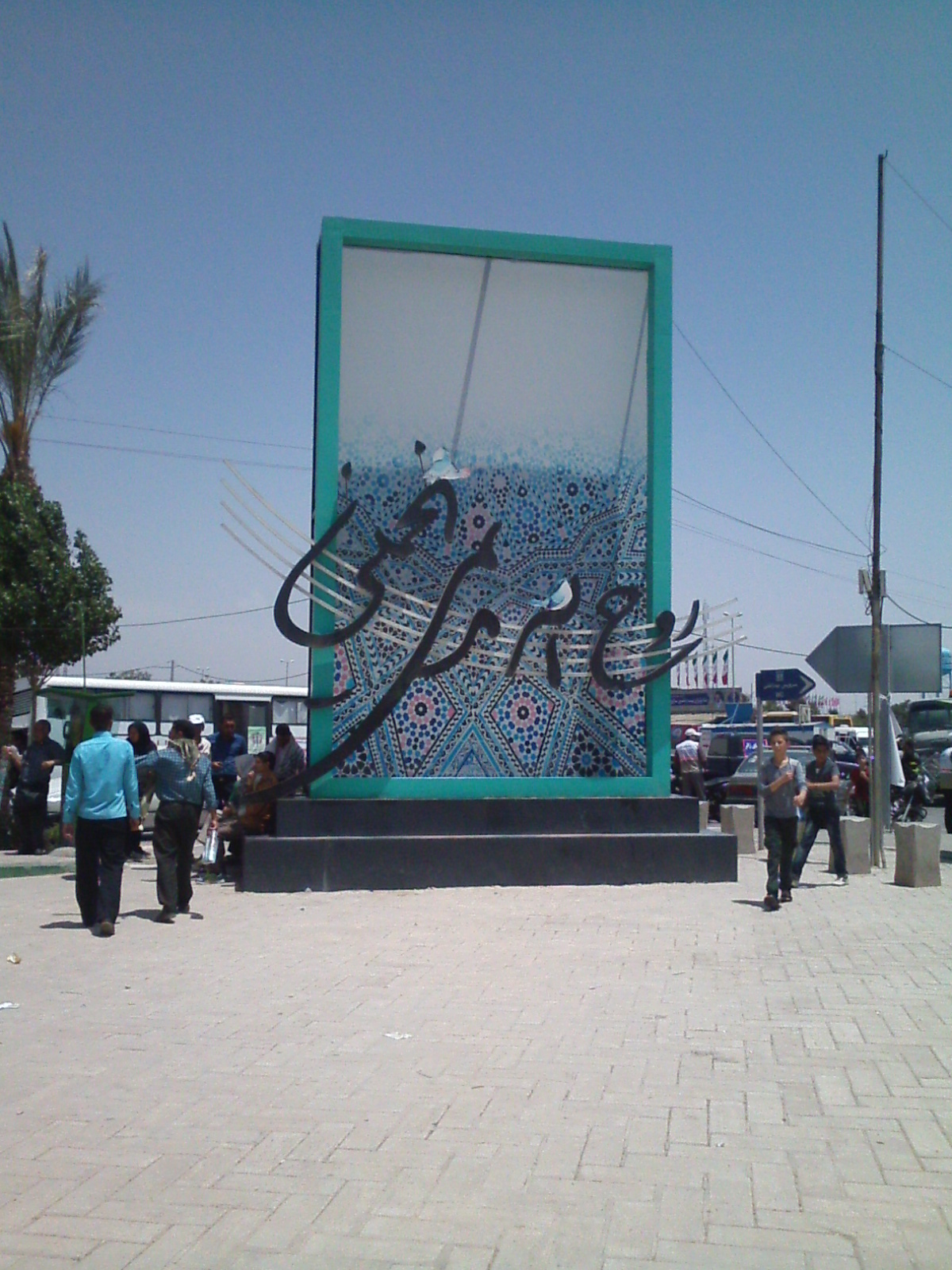
Символ Хомейні, розташований за межами комплексу

і
| Доричний ордер | Це незавершена стаття про архітектуру. Ви можете допомогти проєкту, виправивши або дописавши її. |